# Sex (EP)
“Sex”는 잉글랜드의 밴드 The 1975의 두 번째 익스텐디드 플레이(EP)이다. 2012년 11월 19일 더티 히트를 통하여 발매되었다. 이후 미국에서 나온 수정 버전은 2013년 1월 1일에 더티 히트와 폴리도르 레코드를 통하여 발매되었다. The 1975는 EP의 프로듀싱을 마이클 콜스, 로버트 콜스, 마이크 크로시와 함께 작업하였다. 시규어 로스와 브라이언 이노와 같은 음악가와 영화 감독 존 휴스에게서 음악적 영감을 받은 작품으로, 시간의 흐름에 주안점을 두었다. EP가 나오기 이전에 노래 ‘Sex’의 뮤직 비디오가 공개되었다.
음악적으로 앰비언트 록의 영향을 받은 록, 알앤비, 일렉트로, 팝 및 이모 장르이며, 전반부와 후반부로 구성되어 있다. 전반부에는 일렉트로팝에서 끌어내는 가볍고도 여리게 흘러가며, 후반부에서는 기타를 사용한 것이 특징이다. 가사에서는 사랑, 성관계, 마약 등의 주제를 담고 있다. “Sex”는 발매 후 음악 평단으로부터 엇갈린 평가를 받았으며, 평론가들은 다양한 장르를 시도하는 것은 좋았으나, 음반 자체의 응집력이 부족하다고 평하였다.

## 작업 및 발매
2012년 1월, 보컬리스트 매튜 힐리, 드러머 조지 대니얼, 기타리스트 애덤 한과 베이시스트 로스 맥도널드로 구성된 밴드 The 1975가 결성되었다. 이들은 본래 2002년부터 알고 지내면서 같이 음악을 하였다. 모든 메이저 레이블에게 계약을 거절당한 후, The 1975를 발견했던 매니저 제이미 오스본은 자신의 레이블인 더티 히트와 계약을 맺게 하였다. The 1975는 첫 정규 음반으로 이어지는 3장의 익스텐디드 플레이를 발매하기 위해 작업을 시작하였다. 같은 해 8월, 밴드는 첫 작업물인 “Facedown”을 발매하며 비평적으로 성공을 거두었다. 후속작 “Sex”의 작업을 위해 The 1975는 프로듀서 마이크 크로시에게 다가갔고, 크로시는 ’Sex’와 ‘You’의 추가 프로듀싱 및 믹싱을 작업하였다. 추가로 프로듀서 마이클 콜스와 로버트 콜스와 작업하였고, ‘Intro/Set3’을 스스로 프로듀싱하였다.
힐리는 “Sex”를 만들 당시의 과정에 대하여 "우리는 EP를 기존 방식대로 받아들일 의향이 전혀 없는 상태로 발매할 계획하였다. 우리는 정말 언더그라운드 밴드 활동을 하는데 익숙해졌다 ... 라디오와 미디어와 같은 주류 세계가 정말 멀리있는 것처럼 보이는 곳 말이다."라고 말하였다. The 1975는 시규어 로스와 앰비언트 음악가 브라이언 이노, 그리고 영화 감독 존 휴스로부터 영감을 받았다. 힐리는 "어떠한 말도 하지 않고 어떻게 느끼는 지를 명령한다"고 언급하며 어린 나이에 즐겼던 영화 속의 장르 활용에서 앰비언트 음악에 대한 애정이 나왔다고 이야기하였다. 이어서 힐리는 EP의 전반적인 주제를 말하면서 "Sex”에 수록된 노래들은 성관계, 사랑, 마약과 두려움에 초점을 맞추고 있다고 하였으며, “Sex”의 노래들은 모두 "지나가는 순간"에 관한 것이고, 당시 분석하지 않은 순간은 과거를 돌이켜 보며 이해할 수 있다고 언급하였다. ‘Sex’의 뮤직 비디오는 2012년 10월 5일에 공개되었으며, 2012년 11월 19일에는 EP가 발매되었다. 수정된 트랙리스트를 포함해 2013년 1월 1일 미국에서는 더티 히트와 함께 폴리도르 레코드에서 다른 버전을 발매하였다.

## 구성

### 음악 및 가사
앰비언트 록 콘셉트의 음악으로, 록, 알앤비, 일렉트로, 팝, 이모 등의 장르가 있으며, 가사에서는 사랑, 성관계, 마약에 관한 주제를 다루고 있다. 힛 더 플로어에 글을 쓴 에이미 존스는 “Facedown”과는 대조적으로 “Sex”가 "약간 더 어두운, 그리고 더 많이 불길한 예감이 드는 듯한" 톤이라고 말하였다. 페이스트에 글을 쓴 샤니아 펄먼은 EP가 진행되는 내내 신스 팝이 관통하였다고 썼다. 컨시퀀스의 어맨더 코엘너는 “Sex”에서 들리는 두 개의 다른 사운드를 구분하였다. 첫 번째는 패션 피트가 더 감미로운 노래를 부르는 복잡한 일렉트로팝 같은 느낌을 받았다고 묘사하였다. 코엘너는 ‘Sex’가 동반자가 없는 헤드폰에서 파티의 중심으로 바꾸어주는 음악이라고 말하며, 전통적인 헤비한 기타로 만들어졌다고 썼다. DIY의 마틴 영은 코엘너의 의견을 공유하면서 "처음 두 곡의 노골적으로 흐릿한 팝 노래와 더욱 솔직해지고 흔히 사용되는 기타 트랙으로 나뉘어 있다"고 언급하였다. QRO 매거진의 로빈 시나바부는 “Sex”가 네 개의 다른 스타일의 영국식 이모 음악으로 구성돼 있다고 말하였다.

## 평가
에이미 존스는 “Sex”에 10점 만점 중 9점을 보내면서 EP에 들어간 음악적인 다양성과 The 1975의 시그니처 사운드의 발전에 호평을 보냈다. 추가로 EP의 타이틀 트랙이 하이라이트로 비춰지는 것을 극찬하며 "여기 드러있는 모든 트랙은 놀랍고 재능 있는 밴드들의 스펙트럼을 쉽고 간단하게 보여준다."고 평하였다. 펄먼은 “Sex”에 들어간 장르가 다양하다는 것을 칭찬하였으며, 처음에는 완전히 응집된 것처럼 들리지는 않았지만, 반복하면서 들으면 "놀랍게도 잘 어울렸다."고 언급하였다. 그리고 펄먼은 EP의 후반부에 특히 호의적이었으며, The 1975의 노래 중 ‘Sex’와 ‘You’와 같은 팝 지향적인 곡을 좋다고 말하였고, 그중 후자는 "두말할 나위 없이 눈에 띄는 곡"이라고 이야기하였다.
마틴 영은 "The 1975가 정확히 누구인가"를 이해하기 위해 힘을 들였다고 말하였다. 영은 “Sex”가 ‘Intro/Set3’, ‘Undo’, ‘Sex’와 같은 곡에서 많은 가능성을 보여주었지만, 음반은 "거칠게 요동치는 소리에 화가 난다"고 말하였다. 어맨다 코엘너는 “Sex”에 C- 등급을 주었다. The 1975가 다른 스타일의 음악을 탐색하는 것에는 좋은 반응을 내비쳤고, EP가 "많은 것을 들려주는 재미있는 청취"였다고 하였다. 하지만, The 1975가 여전히 자신들의 소리를 찾고 있다는 것이 명백하다는 것을 느꼈고, 전반부에서 후반부로 넘어가는 것을 "우발적으로 클릭하는 셔플 버튼"으로 비유하면서 안 좋은 반응을 보였다. 부정적인 리뷰로는 로빈 시나바부가 EP에 10점 만점 중 3.5점을 부여한 것이 있다. 시나바부는 음반에 노골적이게 드러나는 성적인 것들과 멜로디의 징징거림을 비판하였지만, ‘You’에서 들려준 다이내믹한 사운드는 칭찬하였다.

## 트랙 리스트
전체 작사·작곡: 조지 대니얼, 매튜 힐리, 애덤 한, 로스 맥도널드
| #            | 제목                 | 프로듀서                               | 재생 시간 |
| ------------ | -------------------- | -------------------------------------- | --------- |
| 1.           | 〈Intro/Set3〉       | The 1975                               | 3:08      |
| 2.           | 〈Undo〉             | The 1975 마이클 콜스 로버트 콜스       | 4:04      |
| 3.           | 〈Sex〉              | The 1975 M. 콜스 R. 콜스 마이크 크로시 | 3:26      |
| 4.           | 〈You〉              | The 1975 M. 콜스 R. 콜스 크로시        | 7:41      |
| 5.           | 〈Milk〉 (히든 트랙) | The 1975 M. 콜스 R. 콜스               | 2:12      |
| 총 재생 시간 | 총 재생 시간         | 총 재생 시간                           | 20:30     |

| #            | 제목                                                                      | 프로듀서        | 재생 시간 |
| ------------ | ------------------------------------------------------------------------- | --------------- | --------- |
| 1.           | 〈Sex〉                                                                   | 크로시 The 1975 | 3:27      |
| 2.           | 〈Sex〉 (Acoustic Version)                                                | The 1975        | 4:06      |
| 3.           | 〈Chocolate〉 (Acoustic Version)                                          | The 1975        | 3:58      |
| 4.           | 〈Head.Cars.Bending〉 (GergeDaniel Remix) with George Daniel)             | The 1975        | 4:12      |
| 5.           | 〈Is There Somebody Who Watch You〉 (Dream Koala Remix) with Dream Koala) | The 1975        | 3:54      |
| 총 재생 시간 | 총 재생 시간                                                              | 총 재생 시간    | 19:37     |